# III. Amenhotep
III. Amenhotep (uralkodói nevén Nebmaatré; i. e. 1398 körül, ur.: kb. i. e. 1391 – i. e. 1353) az ókori egyiptomi XVIII. dinasztia és az újbirodalom egyik legjelentősebb fáraója.
Harmincnyolc éven át tartó uralkodása alatt Egyiptom hatalma egyik csúcspontját érte el, a birodalomban béke és bőség honolt, virágzott a kereskedelem és a kultúra. Monumentális épületek – köztük a luxori templomkomplexum, valamint a karnaki templomegyüttes jelentős része – és szobrok sokasága, pazar díszítésű magánsírok jellemzik uralmának időszakát, mely éppen a számos szobornak és a rengeteg, különféle eseményeket megörökítő úgynevezett emlékszkarabeusznak (kis szkarabeuszamulettek) köszönhetően viszonylag jól dokumentálható. Amenhotep nevét még ezer évvel később is a bőséggel, a gazdag terméssel hozták összefüggésbe. A fáraó hivatalának istenítése uralma idején korábban soha nem látott mértéket öltött és megjelentek a fia, Ehnaton által később végrehajtott vallási-kulturális reformok csírái.
Az Amarna-levelekben Nibmuaria néven említik, ez uralkodói nevének, a Nebmaatrének akkád írásjelekkel fonetikusan leírt változata. Görögül Amenóphiszként említik.

## Családi háttere
Amenhotep apja IV. Thotmesz fáraó volt, anyja pedig a fáraó egyik mellékfelesége, Mutemwia, aki csak fia uralkodása alatt tett szert nagyobb jelentőségre. Testvérei és/vagy féltestvérei közül Amenemhat és Sziatum hercegek, valamint Tiaa, Amenemopet, Paihia és Tentamon hercegnők neve maradt fenn.
Nem az elsőszülött fia volt Thotmesznek, de a trónörökös Amenemhat apjuk 7. uralkodási évében meghalt, így Amenhotep lett a trónörökös. Még gyermekként elkísérte apját egy núbiai hadjáratra. Thotmesz tizedik uralkodási évében elhunyt, és a Királyok völgye 43-as sírba temették el három évvel korábban meghalt fiával, Amenemhattal és lányával, Tentamonnal.
Amenhotep még uralkodása elején elvette főfeleségét, Tijét. A fáraónak hatalmas háreme volt, feleségei közt több külföldi hercegnő is akadt, többek közt Giluhepa és Taduhepa mitanni hercegnők, de Tije vitathatatlanul a legfontosabbnak számított mind közül. Tijétől született gyermekei közül név szerint ismerjük Szitamon, Iszet és Henuttaneb hercegnőket, akiket Amenhotep később feleségül vett; Thotmesz herceget, aki sokáig trónörökös volt, de végül apja előtt halt meg (nem bizonyított, hogy Tije volt az anyja, de erősen valószínű); Amehotep herceget – ő a későbbi Ehnaton fáraó –, valamint Nebetah és Baketaton hercegnőket. Elképzelhető, hogy az ő fiai voltak Szemenhkaré és Tutanhamon fáraók, de a tudósok többsége Tutanhamont vagy mindkettejüket inkább Ehnaton fiainak tekinti.

## Uralkodása

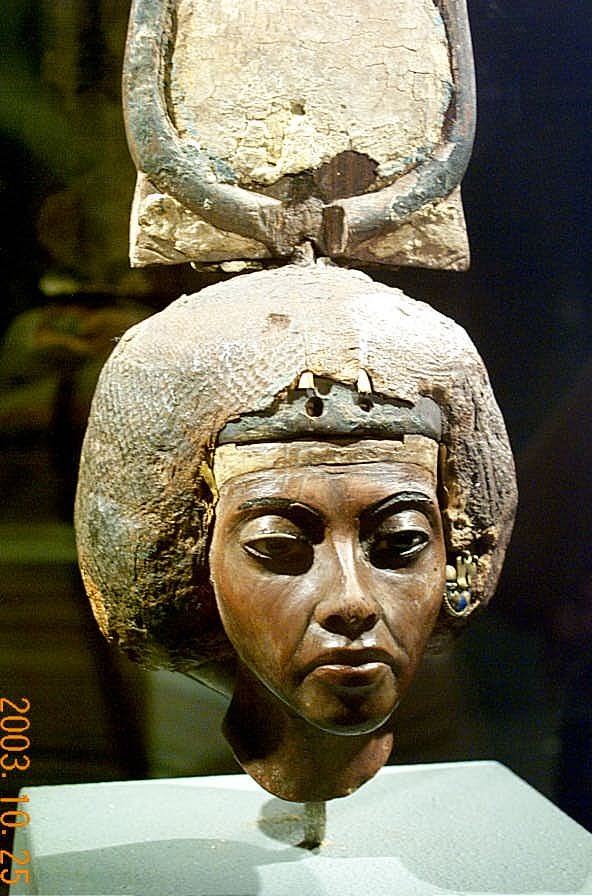
Tije

Amenhotep gyerekként lépett a trónra, miután apja, IV. Thotmesz tíz évnyi uralkodás után elhunyt, de nagyon kicsi valószínűleg nem volt már, mivel anyja, Mutemwia alig jelenik meg többször az ábrázolásokon, mint az előző két fáraó. Tanítója, Hekaerneheh sírjában (TT 64) sem csecsemőként, hanem ifjúként ábrázolják a leendő királyt. Múmiája vizsgálata alapján megállapították, hogy negyven és ötven év közt járhatott halálakor.
Tijével kötött házasságát már a második uralkodási évében említik egy emlékszkarabeuszon. Ezek alapján feltételezték, hogy Tije befolyásos családja segített az ifjú fáraónak az uralkodásban. Egy másik szkarabeusz Tije szüleit is név szerint említi, városuk, Ahmím pedig virágzott ebben az időszakban, mindez azonban még nem elégséges bizonyíték erre.

### Külpolitikája
Amenhotep uralkodása a béke jegyében telt. Az ifjú fáraó Egyiptom egyik legfényesebb korszakában került trónra. Ekkor már több mint százötven év eltelt Egyiptom hükszósz megszállása óta, melynek Amenhotep ősei vetettek véget; a dinasztia nagy fáraói, mint III. Thotmesz és II. Amenhotep kiterjesztették az ország határait, megtöltötték a kincstárat, Amenhotep apja, Thotmesz pedig békés viszonyt alakított ki a szomszédos Mitannival.

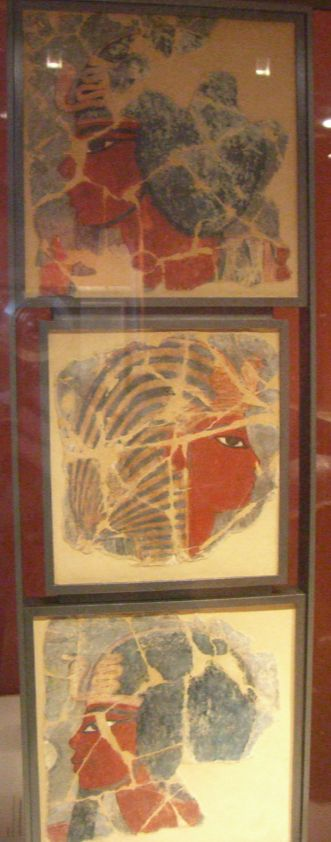
Amenhotep portréi sírjából

Uralkodása ötödik évében sor került egy lázadást leverő núbiai hadjáratra, melyről három sztélé tanúskodik Asszuán közelében és Szai szigetén; lehetséges, hogy a korábbi núbiai fővárossal, Kermával a Nílus túlpartján átellenben épült szolebi erőd és temploma is azért épült, hogy megakadályozzák a zavargásokat a térségben. Ezt leszámítva azonban a külpolitikában nem a hadjáratok, hanem a diplomácia játszotta a főszerepet. A fáraó kiterjedt levelezést folytatott Asszíria, Mitanni, Babilon és Hatti uralkodóival, akik gyakran kértek és kaptak aranyat és más ajándékokat a fáraótól. Az ún. Amarna-leveleket 1887-ben találták meg. Az egyik leghíresebb levélben Amenhotep visszautasítja I. Kadasman-Harbe vagy I. Kadasman-Enlil kassú babiloni királyt, aki a fáraó egyik lányát kérte feleségül. Amenhotep válaszára, miszerint egyiptomi uralkodó leányát az idők kezdete óta nem adták idegen uralkodóhoz feleségül, a babiloni király azt feleli, hogy akkor küldjön helyette egy közrendű nőt, elvégre ki merné kétségbe vonni, ha Babilonban azt mondják rá, hogy a király lánya: "Király vagy, azt teszel, amit akarsz. Ha adod, ki szólna bármit is. Vannak nagy lányok, szép nők: egy szép nőt küldjél, amint jónak látod. Ki merné mondani: ő nem a király lánya!"
A béke hatására az egyiptomiaknak az idegenekhez való  viszonya is változott. Míg korábban Egyiptomot a rend szigetének tekintették lakói, melyet a káosz és zűrzavar gonosz erőkkel teli világa vesz körül, most nyitottabbak lettek, a fáraó udvara pedig fontos diplomáciai központtá vált. Hogy kezdték már a más országok népeit is Ré által teremtettnek tekinteni, az meglátszik Ehnaton Naphimnuszából is, mely kifejezetten kitér arra, hogy minden nép teremtője maga a Nap.
A béke hatására fellendült a kereskedelem; több égei-tengeri város – Mükéné, Knósszosz, Phaisztosz – nevének első hieroglifás említését Amenhotep halotti templomában láthatjuk. Görögország kontinentális részén is számos egyiptomi leletet találtak, mely erre az időre datálható.

### Közigazgatás és tisztségviselők
A fontosabb pozíciókat már IV. Thotmesz idején a katonák helyett főként nemesi családokból választott hivatalnokok vették át. III. Amenhotep udvara érdekes annyiban, hogy épp annyi Thébán kívüli műemlékéről ismert, mint thébairól. Thébán kívül temetkezett az egyik vezír, Aperel, az ő sírját Észak-Szakkarában fedezte fel Alain Zivie. A környéken több, III. Amenhotephez kapcsolódó személy sztéléjét is megtalálták. Szobekmosze és fia, Szobekhotep királyi kincstárnokok sem Thébában temetkeztek.
Azok azonban, akik a legközelebb álltak a fáraóhoz, Thébában temetkeztek, köztük a király által nagyra becsült Hapu fia Amenhotep, ki abban a kegyben részesült, hogy saját, a fáraó halotti templomára néző halotti templomot építtessen. Faragott domborművekkel díszített sírt csináltatott Thébában Ramosze vezír (TT55 sír), Amenhotep vezír, Heruef (Tije háznagya; TT192 sír) és Haemhat, a királyi magtárak elöljárója (TT47 sír) is.
Az udvarban fontos szerepet töltöttek be Tije királyné szülei, Juja és Tuja is.

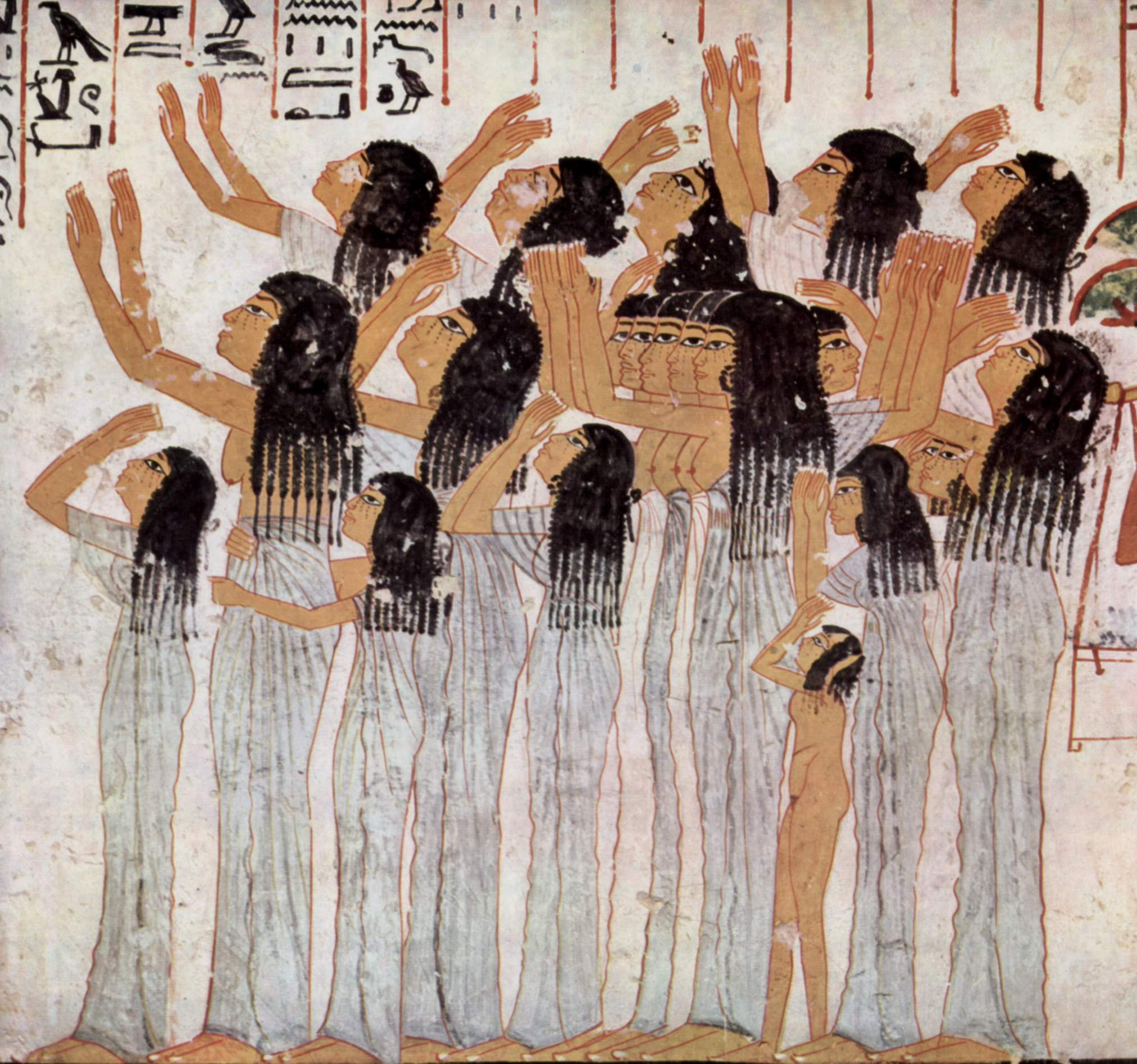
Siratóasszonyok Ramosze sírjában

### Építkezései és szobrai
Minden óegyiptomi uralkodó közül III. Amenhotepnek maradt fenn a legtöbb szobra, melyet sikeresen azonosítottak: több mint 250. Uralkodása eseményeit részletesen felidézhetjük ezek és a több mint 200 emlékszkarabeusz segítségével, melyek Núbiától a mai Szíriáig a legváltozatosabb helyekről kerültek elő és felirataik a legkülönfélébb eseményeknek állítanak emléket: a szkarabeuszok közül 123 a király bátorságát és erejét hivatott mutatni, feliratuk szerint Amenhotep uralkodása első tíz évében 100 (vagy 102) oroszlánt nyilazott le saját kezűleg, egyetlen vadászat alatt pedig 40 bikát ölt meg; 56 Tije királyné nevét és származását említi, 5 további szkarabeusz Gilukhipa hercegnő és 317 tagú kísérete érkezését örökíti meg, szintén 5 egy bikavadászatot jegyez fel, 11 pedig azt a mesterséges tavat írja le, melyet Tijének építtetett Amenhotep a 11. uralkodási évben Ahmím közelében.
Amenhotep első feljegyzett cselekedetei – uralkodása első és második évéből – hogy új mészkőfejtőket nyittatott Turában (a mai Kairótól délre) és a közép-egyiptomi Deir el-Bersában, hogy biztosítsák az építőanyagot. Az építkezések vezetője Hapu fia Amenhotep  volt, egy befolyásos ember, aki rokonszenvezett az erősödő Aton-kultusszal. Halála után csaknem istenként tisztelték, mint nagy elődjét, Imhotepet.

#### Karnak

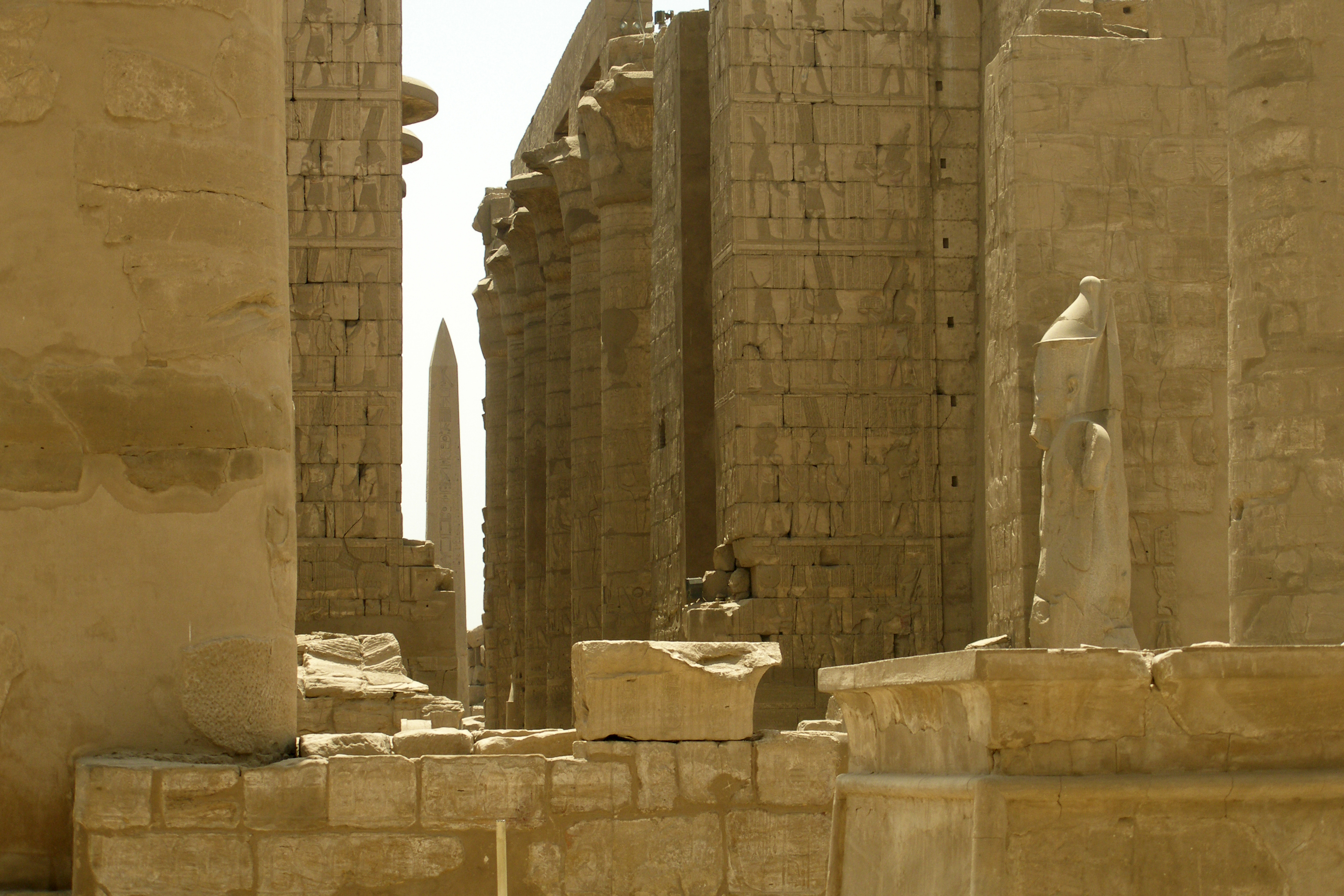
A karnaki templom

A béke kedvezett a nagyszabású építkezéseknek. III. Amenhotep ideje alatt jelentősen bővült a karnaki templom, és a fáraó az apja által megkezdett épületeket is befejeztette. Karnak teljesen átalakult Amenhotep uralkodása alatt: a negyedik pülónt a hozzá tartozó szentélyekkel együtt teljesen lebontották, helyükben a kelet-nyugati tengelyen felépült a harmadik pülón. Így egy új bejárat és új előudvar jött létre, az udvarban két sorban oszlopok álltak papirusznövényt mintázó oszlopfővel. A templom déli végében elkezdte építtetni a tizedik pülónt, aminek irányát kissé megváltoztatta a hetedik és nyolcadik pülónéhoz képest, így Mut szent kerületének új bejáratához vezetett. Mutnak is elkezdett új templomot építtetni, és 600 szobrot emelt Szahmet istennőnek Mut templomában.
A templomkomplexum déli részén folyó nagy építkezések ellensúlyozásaként az északi részen Maatnak, az igazság megtestesítőjének, az Ámonnal azonosított Ré napisten lányának is építtetett egy szentélyt. Ámon felesége, Mut és Maat egyaránt képviselhették a nap szemét, Ré evilági küldöttét. Az észak-déli ellentét David O’Connor szerint megfelel az ég és föld, Maat és Mut kettősének. A templomegyüttes úgy épült, hogy kifejezze a kozmoszban uralkodó harmóniát, melyet a fáraó tart fenn; valószínű, hogy az itt megrendezett szertartások is ennek fényében zajlottak le.

#### Luxor

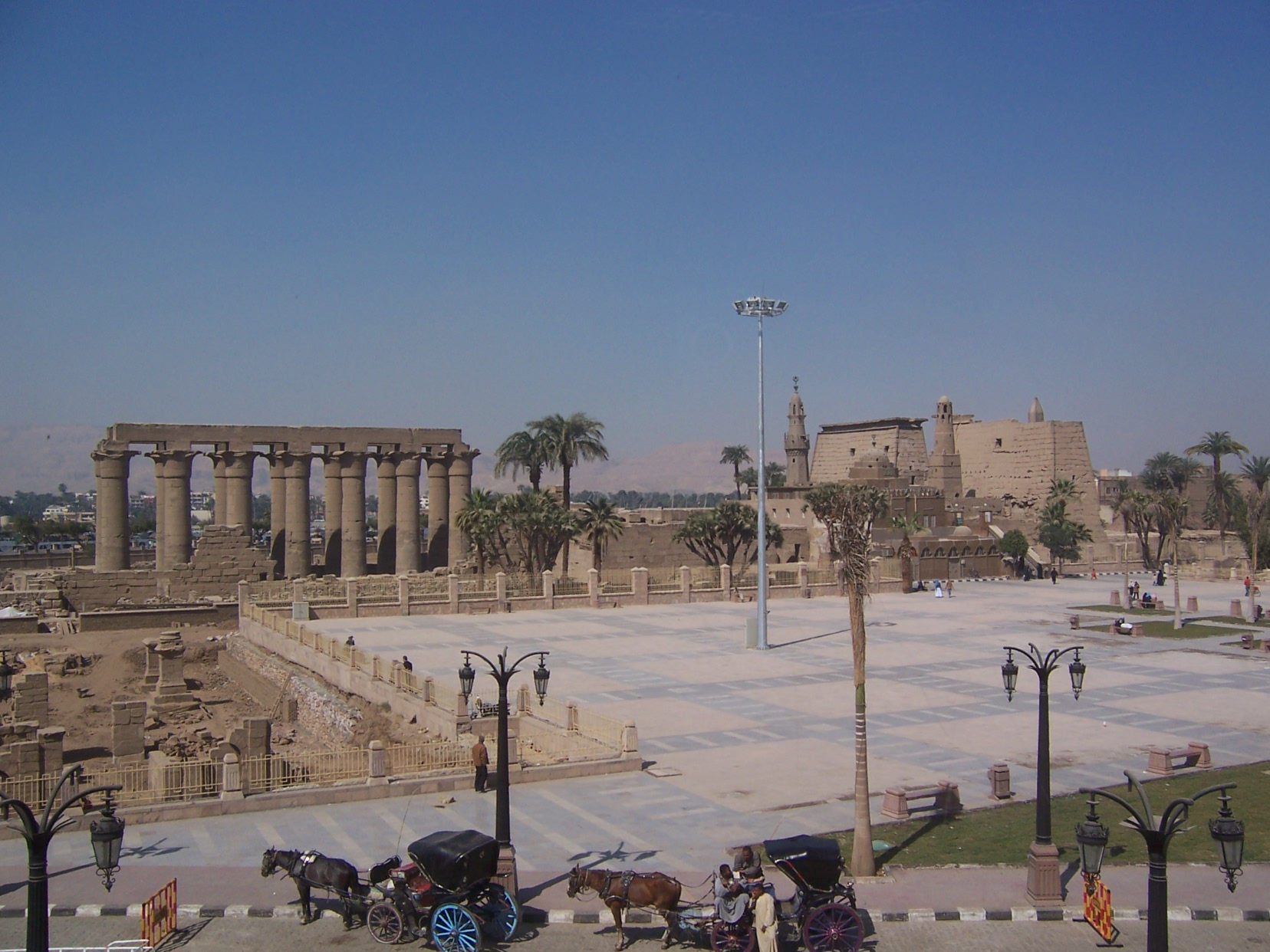
A luxori templom

Óegyiptomi neve Opet Resy-"Amon Déli Háreme". Karnaktól két kilométerre helyezkedik el. Itt Amon termékenységi alakját tisztelték.
A luxori építkezések megkezdésekor Amenhotep először egy korábbi thutmoszida építmény helyén homokkőből templomot emelt. A templom fontos szerepet játszott az évente megrendezett Opet-ünnepen, egyben az istenkirályság megújulását jelképezte. Az ún. születési helyiség dekorációi azt mutatják be, ahogy Amenhotep megszületett Mutemwia és Ámon isten gyermekeként.
A szentély elé Amenhotep először zárt oszlopcsarnokot építtetett, 32 oszloppal – itt a falak díszítése Amenhotepet ábrázolja Théba istenei előtt, valamint a nomoszok megszemélyesített alakjait –, majd előtte oszlopos napudvart 64 oszloppal. Az ehhez vezető, 100 m hosszú utat kétoldalról 7-7 oszlop szegélyezte; ezt már csak a későbbi fáraók idején fejezték be. Az oszlopfők papiruszt mintáztak.

#### Halotti templom

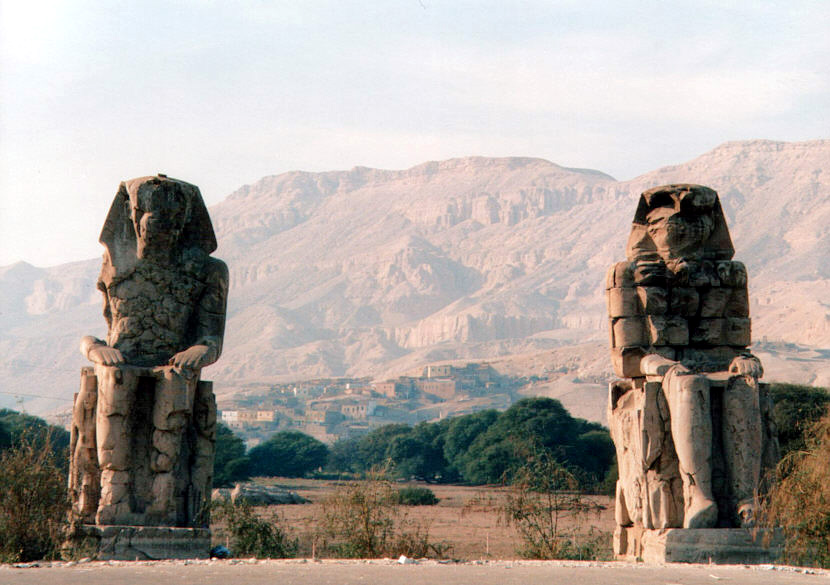
A Memnón-kolosszusok

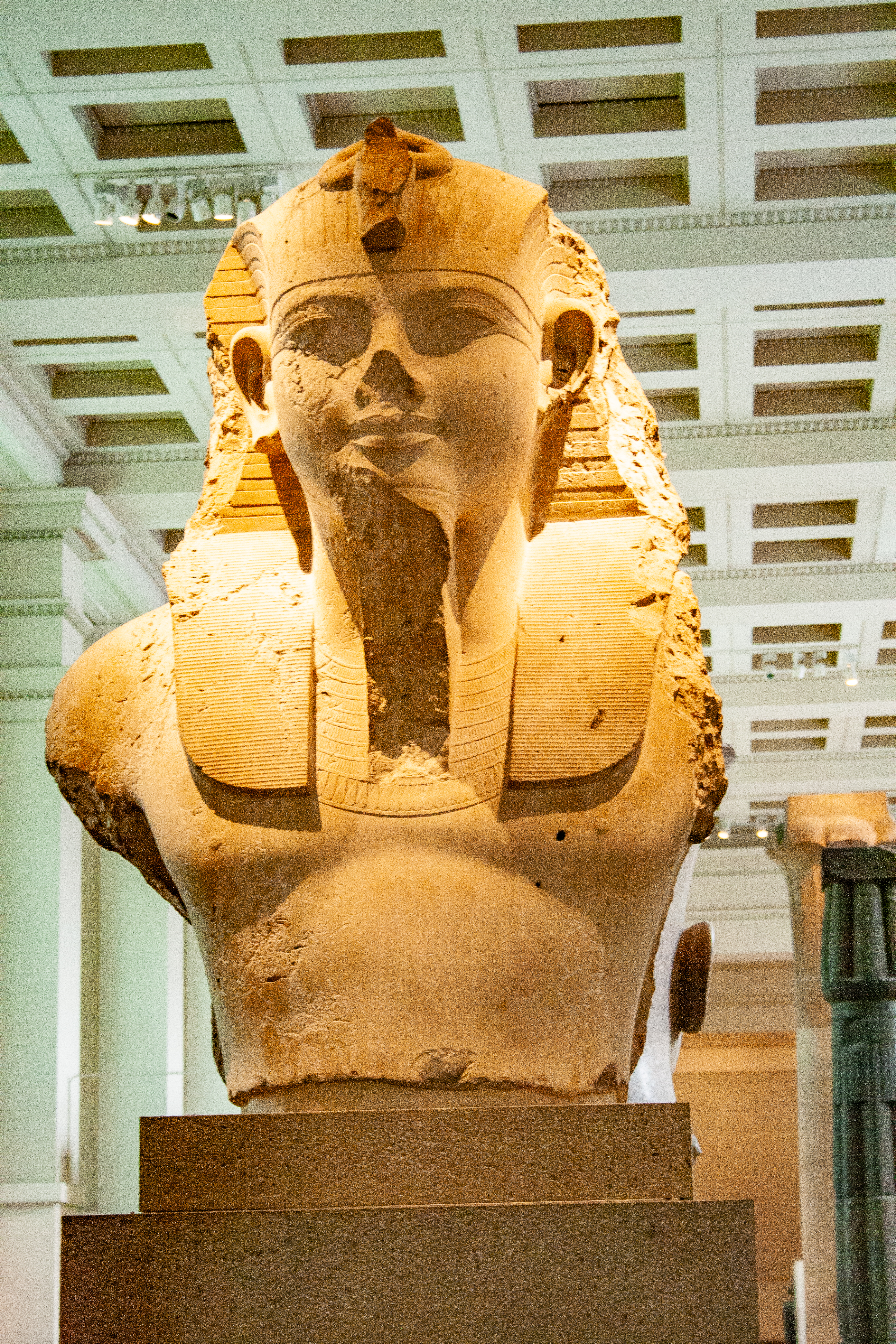
Amenhotep egyik kolosszus-szobrának részlete a British Museumban

III. Amenhotep Ámonnak szentelt halotti temploma a Nílus Luxorral szemközti oldalán épült. Az épület a maga korában a legnagyobb templom volt Thébában, és a ma ismert ókori egyiptomi templomok legnagyobbika. A templom azonban túl közel épült a folyóhoz, és az áradások miatt alig 200 évvel később már romokban állt. Emiatt a már a XIX. dinasztia idején teljesen lebontották, köveit újabb épületekhez használták fel, többek közt Merenptah fáraó halotti templomához. Mára a helyszínen csak Amenhotep két monumentális ülőszobra maradt meg, melyek a bejáratnál álltak. Ezeket a görög idők óta Memnón-kolosszusokként ismerik. A szobrok a felkelő nap melegítő hatásának következtében zümmögő, búgó hangot adtak ki. A feljegyzések alapján a templom padlóját ezüsttel, falait arannyal és elektrummal (arany-ezüst ötvözet) díszítették. A 2002-2003-as ásatások Tije királyné hatalmas szobrainak nyomait is feltárták; egyikük Amenhotep jobb lába mellett állt.
A templomban rengeteg hatalmas szobor állt – több kolosszus darabjait találták meg itt, mint bármelyik másik templomegyüttesben –, nagy részük a jubileum isteneit ábrázolta, azonkívül csillagászati naptárat alkottak. Itt állt III. Amenhotep és Tije kolosszusa is, amely ma a kairói Egyiptomi Múzeum csarnokában központi helyen látható.

#### Szoleb és Szedeinga
A núbiai Szolebben Amenhotep egy, „a Haemmaat erődjében lakozó Amon-Rének” szentelt templomot építtetett. Ettől kb. ötven kilométerrel távolabb állt női ellenpárja, a Tijének emelt szedeingai templom, melyben a királynét Ré szemeként ábrázolták. A szedeingai templomban több női istenséget is megjelenítettek: Tefnutot, Hathort és Werethekaut („nagy varázslatú”). Az ókorban Szedeingát Tije erődjeként ismerték.
Núbiában ezeken kívül több más templomot is emeltetett, többek közt egy sziklatemplomot Vádi esz-Szebuában (melyet „Ámonnak, az utak megnyitójának” szentelt), egy oszlopsorral ellátott kis templomot III. Thotmesznek Elephantinében, egy Hórusz-templomot Anibában, templomokat Kubánban és a Tabo-szigeten.

#### Malkata

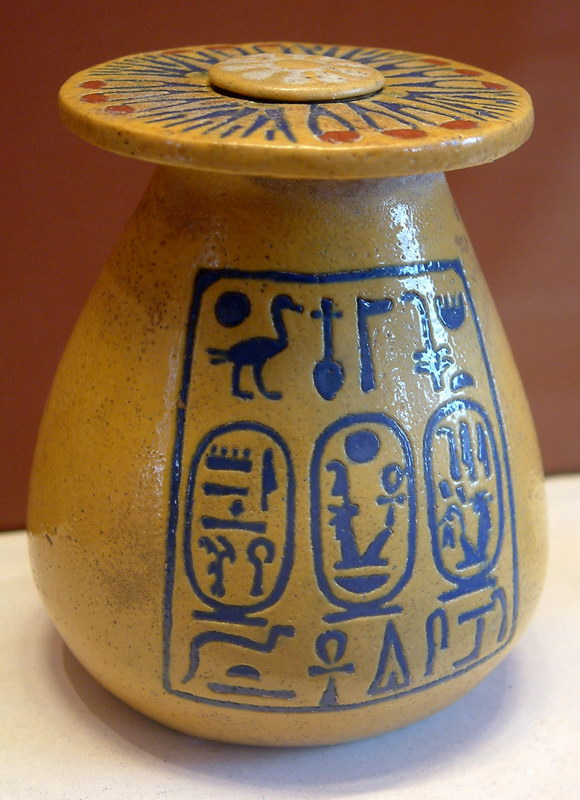
Amenhotep és Tije neve egy vázán

A hatalmas palotaegyüttes, melyet a fáraó a Nílus nyugati partján emelt szed-ünnepei megünneplésére, és ahová a 29. uralkodási évben költözött be a királyi család, az ókorban a Tjehen Aton („Aton ragyogása”) nevet viselte; ma Malkataként ismert, a közeli Királynék völgye arab neve után. Az épületegyüttes, mely a hatalmas halotti templomtól délre állt, magába foglalt egy Ámon-templomot, egy fogadócsarnokot, négy palotaterületet – a déli palotát, mely Tije lakrészét foglalta magába; a középső palotát; egy palotát, mely a fáraó lakosztályát, valamint fogadócsarnokokat és a hárem egy részét tartalmazta; az északi palotát Szitamon hercegnő-királyné lakosztályával –, szolgák és tisztviselők lakóhelyiségeit, valamint feltehetőleg egy maru-t az északi részen. A maru olyan, a napkultuszban szerepet játszó építmény volt, mely mesterséges tavakból, virágágyásokból és kis pavilonokból állt, kelet-nyugati tengely mentén épült, és napkeltétől napnyugtáig megfigyelhető volt innen a nap.
A helyiségeket élénk színű festés díszítette. A palota mellett egy nagy kikötő állt (mai nevén Birket Habu), ezt használták az építkezésnél, majd később, a király ott-tartózkodásakor. A fő palotától ötszáz méternyire délre egy stadion is állt, 400 méternyi egyenes pályával, lehetséges, hogy itt kocsiversenyeket rendeztek.
A palotaegyüttes helyét George Daressy fedezte fel 1888-ban. Az 1970-es években David O’Connor és Barry Kemp tanulmányozta. A további feltárásokat a tokiói Vaszeda Tudományegyetem szakemberei végezték az 1980-as években.

#### Egyéb építkezések
Memphiszben, Ptah kultuszának központjában épült a „Nebmaatré egyesül Ptahhal” templom, melyből domborműves kvarcittömbök maradtak fenn. Innen származhattak azok a Ptah-kolosszusok is, melyeket II. Ramszesz később átalakíttatott.
Közép-Egyiptomban Amenhotep számos épületet emeltetett, de a hebenui és hermopoliszi templomokból kevés maradt fenn, ahogy a Szumenuban, Szobek Thébától kb. 20 km-re délre fekvő kultuszhelyénél emelt templomból is.

### Istenítése

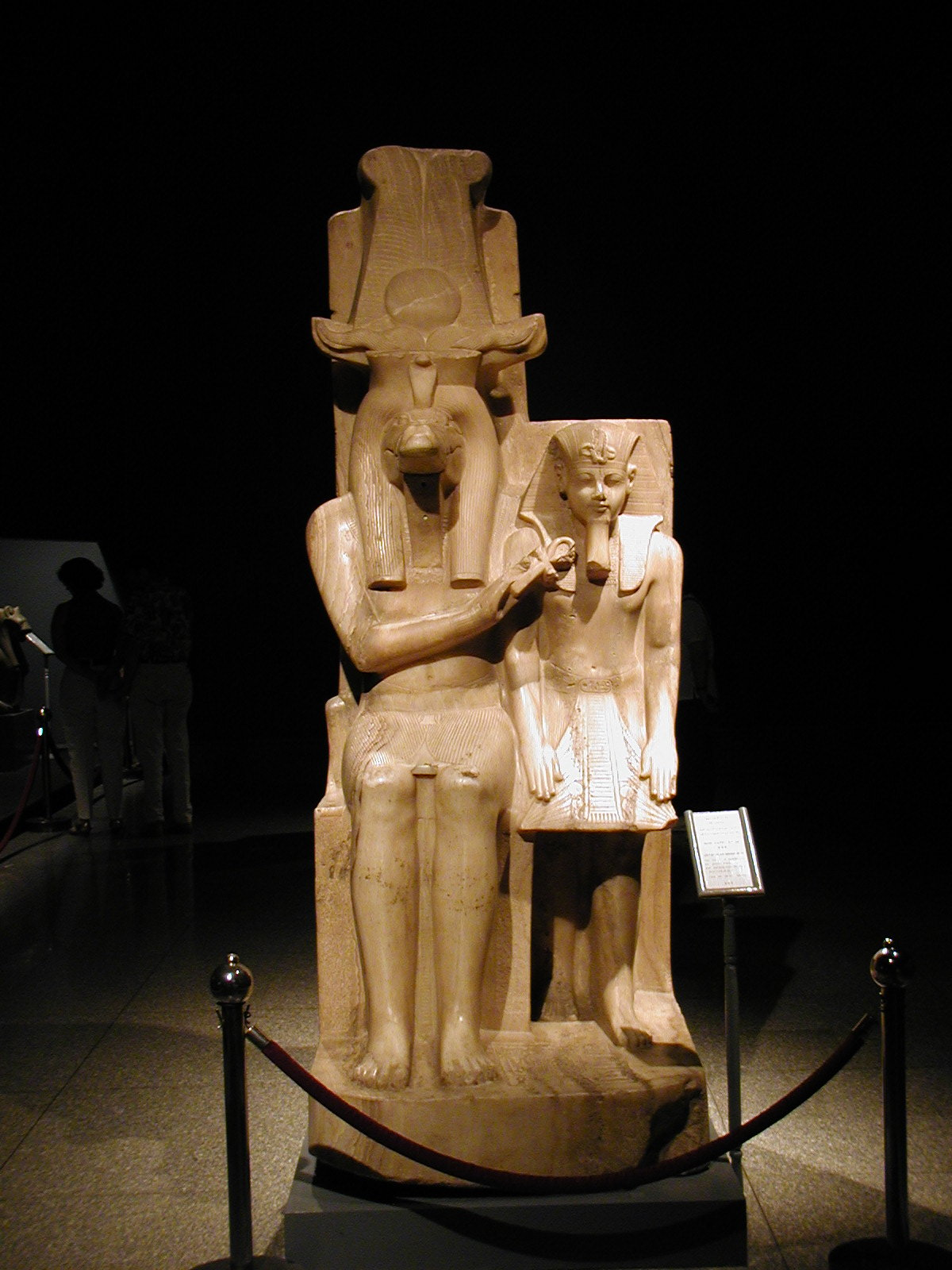
Amenhotep és Szobek krokodilisten Luxorban

Amenhotep uralkodása alatt az uralkodó istenítése egyre nagyobb méreteket öltött. A folyamat már egyik elődje, Hatsepszut alatt elkezdődött, aki hatalmának legitimizálása végett kezdte el magáról terjeszteni, hogy ő a főisten, Ámon vér szerinti lánya. A luxori Ámon-templom falain látható jelenetek, melyek Amenhotepnek Ámontól való fogantatását, majd születését és koronázását ábrázolják, nagyon emlékeztetnek Hatsepszut hasonló képeire.
Egyes jelek arra mutatnak, III. Amenhotep, azon felül, hogy isten fiának tartották, saját magát is istennek tekintette. Szobrainak és feliratainak sokaságán a fáraót a napistennel azonosították, első jubileumi ünnepségén a napbárkán hajózó Ré szerepében jelent meg, mindezek mellett a vallás szoláris elemei eddig soha nem látott hangsúlyt kaptak, a napisten kultusza összefüggésbe került olyan istenségekével is, amelyekhez korábban nem kapcsolódott erősen. Egyes elméletek szerint fia, Ehnaton a napkorong, Aton képében istenné vált apját tisztelte, ez azonban egyelőre csak feltevés, és egyelőre az sincs tisztázva, valóban tisztelték-e a fáraót már életében istenként, mivel II. Ramszesszel ellentétben közvetlen bizonyíték – a fáraót istenként említő felirat vagy kimondottan neki emelt templom – nem maradt fenn. Míg Ramszesz egyes képein látni majd, amint Ramszesz, a fáraó, áldozatot mutat be Ramszesznek, az istennek, Amenhotep ábrázolásai közül azokról, amik erre a leginkább hasonlítanak, nem lehet megállapítani, a fáraó életében készültek-e, halála után pedig minden fáraót istenként tiszteltek.
A kor halotti irodalmában egyre inkább megnyilvánult az a nézet, hogy az uralkodó testesíti meg a Nap ciklikusságát és a termékenység fölötti hatalmat. Ez III. Amenhotep uralma alatt fokozódott. Építkezései (Karnak, Luxor, a halotti templom) egyaránt hangsúlyozták, mennyire fontos volt neki a napistennel való azonosítás. A király egyik legnépszerűbb jelzője az Aton-tjehen („Ragyogó Aton”/„Ragyogó Napkorong”) volt; ez megjelenik címei közt a luxori templomban, gyakran használják egyik palotája, valamint királyi bárkája neveként, és hadseregének egyik egysége is ezt a nevet viselte.

### Jubileumi ünnepei

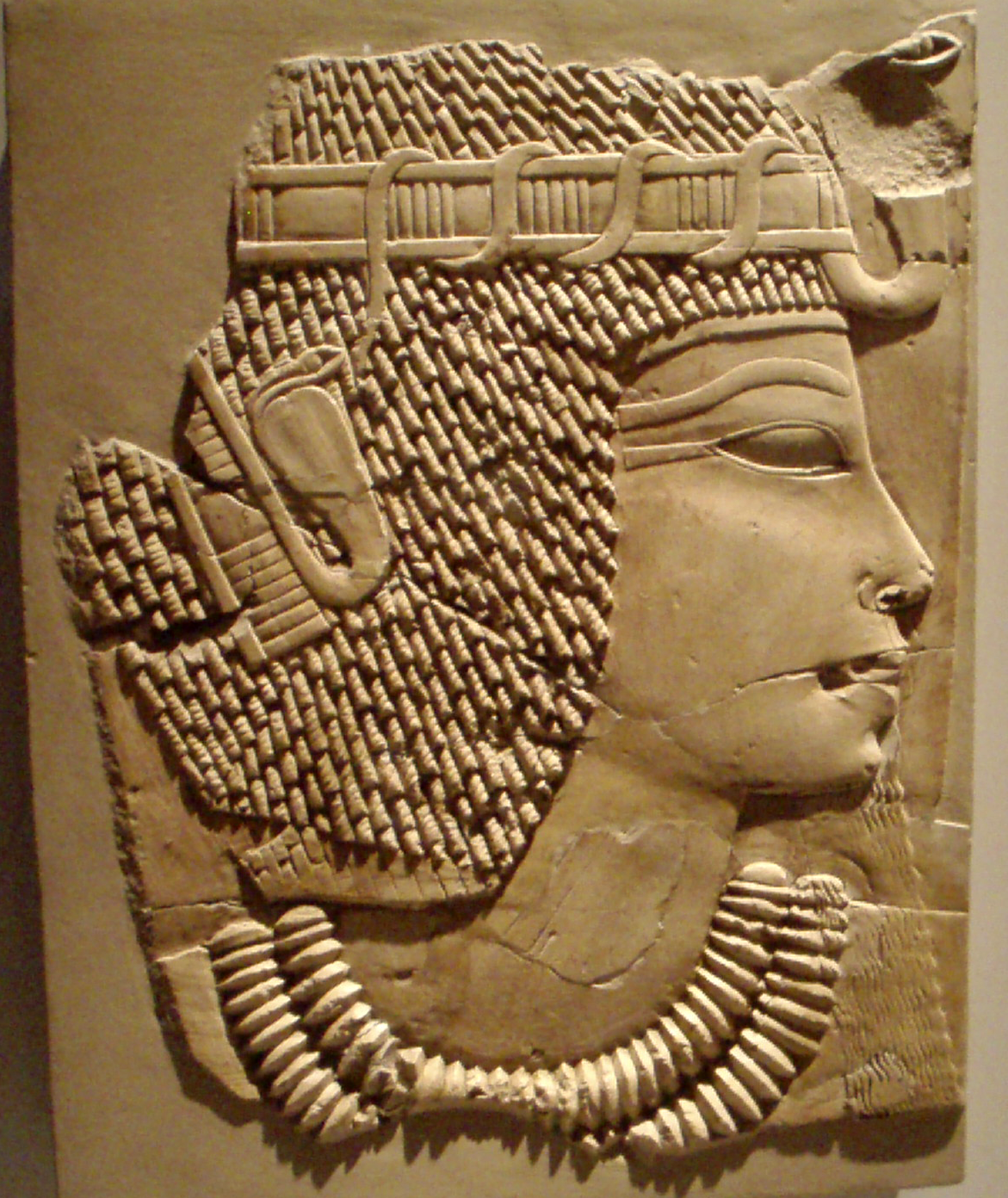
Amenhotep domborműve Haemhet thébai sírjában (TT 57)

Amenhotep háromszor ünnepelte meg uralkodói jubileumát, a szed-ünnepet – 30., 34. és 37. évében. Az ünnepségek egy részét a malkatai palotában rendezték meg, melynek temploma és ünnepi csarnoka kifejezetten erre a célra épült.
A szertartásokat Thébában kezdték Ré napszeme, Szahmet kiengesztelésével, majd ugyanezt a szertartást végrehajtották a szolebi templomban az istenné vált Nebmmaatré Amenhotep, Ré holdszeme kiengesztelésére. Ezek után kezdődött meg maga az ünnepség, melynek során az uralkodót újra megkoronázták Alsó- és Felső-Egyiptom királyává, majd négy kört futva kellett bizonyítania, hogy fizikailag is alkalmas még az uralkodásra.
A karnaki templom egyik magtárának domborművén a szertartás által rituálisan megfiatalított uralkodót napkorongokkal megkoronázva, ruháján napszimbólumokkal ábrázolják, még inkább hangsúlyozva azonosságát a napistennel.
A szertartások részeként Amenhotep feleségül vette legidősebb lányát, Szitamont (a 30. évben megrendezett ünnepségen), majd Iszetet (a 34. évben). A 37. évben feltehetőleg a harmadik lányon, Henuttaneben volt a sor, és az ő neve is helyenként megjelenik kártusba foglalva, ami a fáraón kívül csak királynét illetett meg.

### A társuralkodás kérdése
Több elmélet is létezik azt illetően, hogy III. Amenhotep még életében kinevezte-e fiát, Amenhotep herceget társuralkodóvá, és ha uralkodtak együtt, mennyi ideig tartott ez. Egyes tudósok szerint nem volt társuralkodás, IV. Amenhotep csak apja halála után foglalta el a trónt. A társuralkodás elméletét támogatók is megosztottak annak pontos időtartama felől. Az amarnai levéltár 27. számú ékírásos táblája, mely Mitanni királyától, Tusrattától érkezett, utal IV. Amenhotep trónra lépésére egyedüli uralkodóként, a tábla azonban épp azon a helyen sérült, ahol a levéltáros hieratikus írással feljegyezte érkezésének dátumát, és eldönthetetlen, hogy a 2. vagy a 12. évről van-e szó. Amennyiben a 2. év állt a dokumentumon, a társuralkodás vagy nagyon rövid ideig tartott csak, vagy nem is létezett.
Az amerikai Eric Cline és David O'Connor 1998-ban megjelent könyvükben megjegyzik, hogy a társuralkodás elméletét propagálók közt főként művészettörténészeket találunk (Cyril Aldred, Raymond Johnson), míg a történészeket (Donald Redford, William Murnane) nem győzték meg a rendelkezésre álló bizonyítékok.

### Élete utolsó évei és halála
A szolebi templom domborművein és Heruef, Tije királyné háznagya sírjának (TT 192) falfestményein Amenhotepet betegnek, legyöngültnek ábrázolják. Múmiájának vizsgálata során megállapították, hogy fogai kopásuk miatt begyulladtak, elgennyesedtek, emiatt élete utolsó pár évében Amenhotep folytonos fájdalommal küzdött. Egy régebbi elmélet szerint Amenhotep emiatt kérte sógorát és apósát, Tusratta mitanni királyt, hogy küldje el a ninivei Istár szobrát, hogy az istennő meggyógyíthassa őt. William L. Moran azonban az ezt leíró EA 23-as jelzésű amarnai levél elemzése során arra a következtetésre jutott, hogy a szobrot azért küldték Egyiptomba, hogy áldását adja Amenhotep házasságára Tusratta lányával, Taduhepával, ahogy korábban is tette, mikor a fáraó Tusratta testvérét, Giluhepát vette feleségül. A levél, melynek érkezését a 36. év tele 4. hónapjának 1. napjára dátumozták, nem említ betegséget, így a szobor érkeztének ez a magyarázata pusztán analóg a hasonló esetekkel (lásd még: Bentres-sztélé).
Amenhotep utolsó feljegyzett éve a 38., ennek említését boroskorsók címkéin találták Malkatában. Mivel a korsókat csak az őszi szüret után dátumozták, lehetséges, hogy a király a 39. uralkodási éve elején még élt.

## Sírja és múmiája
III. Amenhotep sírja ma a Királyok völgye 22 jelzést viseli, és a korábban készült királysíroktól távol, a nyugati völgyben található. Az 1990-es években egy japán kutatócsoport térképezte fel.
Magát a múmiát a Királyok völgye 35-ös sírban (II. Amenhotep sírjában) találták meg, ahová sírrablók elől rejtették a XXI. dinasztia idején.

## Titulatúra

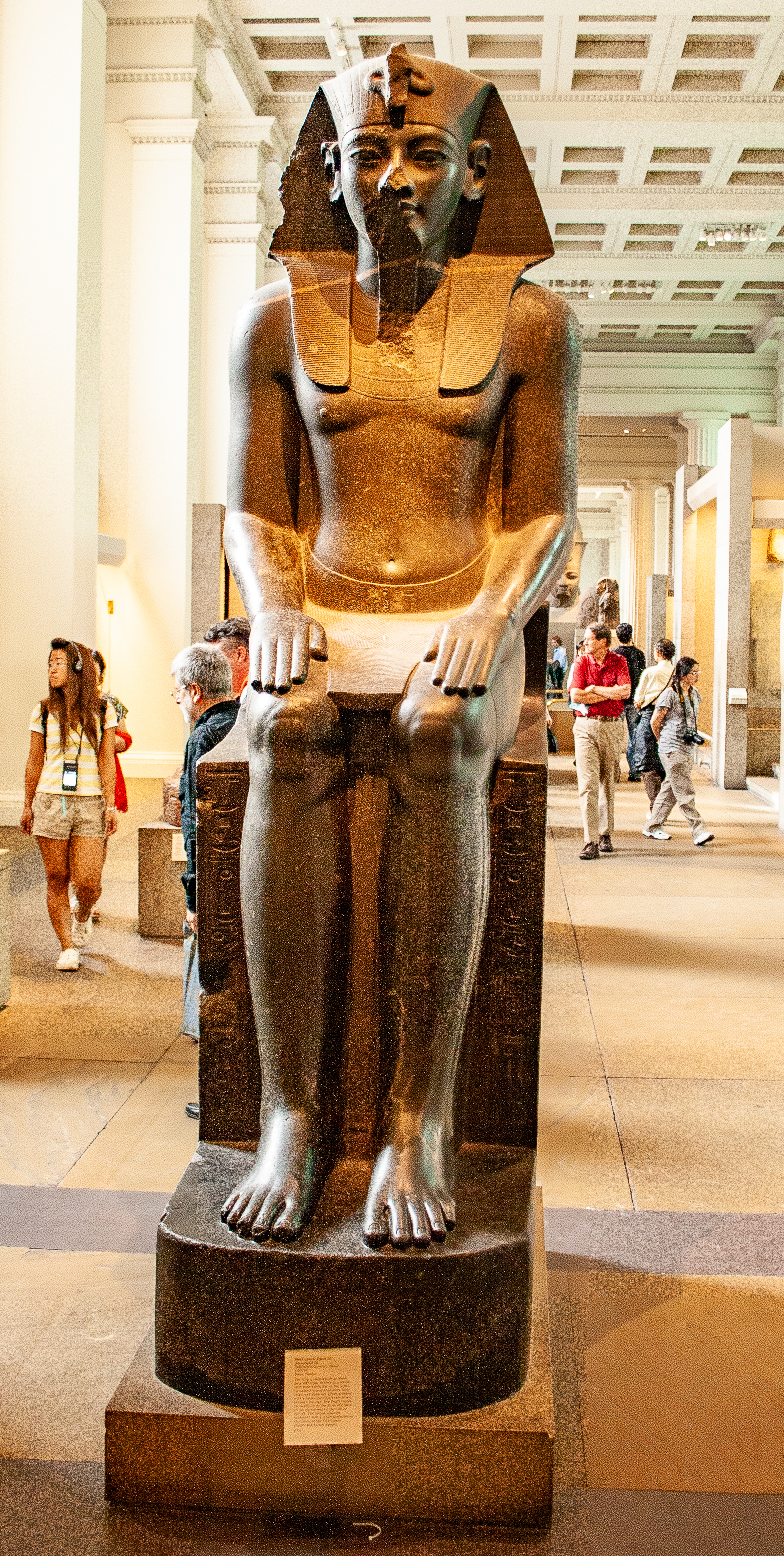
Szobra a British Museumban

A fáraók titulatúrájának magyarázatát és történetét lásd az Ötelemű titulatúra szócikkben.
| G5 |

| G5 |

| E1 · D40 | m | N28 | H6 |

| E1 · D40 | m | N28 | H6 |

| E1 · D40 | m | N28 | H6 |

| E1 · D40 | m | N28 | H6 |

| G5 |

| G5 |

| E1 · D40 | m | N28 | H6 |

| E1 · D40 | m | N28 | H6 |

| E1 · D40 | m | N28 | H6 |

| E1 · D40 | m | N28 | H6 |

| G16 |

| G16 |

| s | mn · n · Y1 | O4 · p | Z2 · w | s | W11 · r | V28 | a · N17 · N17 |

| s | mn · n · Y1 | O4 · p | Z2 · w | s | W11 · r | V28 | a · N17 · N17 |

| G16 |

| G16 |

| s | mn · n · Y1 | O4 · p | Z2 · w | s | W11 · r | V28 | a · N17 · N17 |

| s | mn · n · Y1 | O4 · p | Z2 · w | s | W11 · r | V28 | a · N17 · N17 |

| G8 |

| G8 |

| O29 · a · F23 | V28 | A24 | S22 · t · G4 | T14 | Z3 |

| O29 · a · F23 | V28 | A24 | S22 · t · G4 | T14 | Z3 |

| G8 |

| G8 |

| O29 · a · F23 | V28 | A24 | S22 · t · G4 | T14 | Z3 |

| O29 · a · F23 | V28 | A24 | S22 · t · G4 | T14 | Z3 |

| M23 | L2 |

| M23 | L2 |

| ra · nb | mAat |

| ra · nb | mAat |

| ra · nb | mAat |

| ra · nb | mAat |

| ra · nb | mAat |

| ra · nb | mAat |

| ra · nb | mAat |

| ra · nb | mAat |

| M23 | L2 |

| M23 | L2 |

| ra · nb | mAat |

| ra · nb | mAat |

| ra · nb | mAat |

| ra · nb | mAat |

| ra · nb | mAat |

| ra · nb | mAat |

| ra · nb | mAat |

| ra · nb | mAat |

| G39 | N5 | \| \| |
|     |    |       |

|  |

| G39 | N5 | \| \| |
|     |    |       |

|  |

| i | mn · n | R4 | HqA | R19 |

| i | mn · n | R4 | HqA | R19 |

| i | mn · n | R4 | HqA | R19 |

| i | mn · n | R4 | HqA | R19 |

| i | mn · n | R4 | HqA | R19 |

| i | mn · n | R4 | HqA | R19 |

| i | mn · n | R4 | HqA | R19 |

| i | mn · n | R4 | HqA | R19 |

| G39 | N5 | \| \| |
|     |    |       |

|  |

| G39 | N5 | \| \| |
|     |    |       |

|  |

| i | mn · n | R4 | HqA | R19 |

| i | mn · n | R4 | HqA | R19 |

| i | mn · n | R4 | HqA | R19 |

| i | mn · n | R4 | HqA | R19 |

| i | mn · n | R4 | HqA | R19 |

| i | mn · n | R4 | HqA | R19 |

| i | mn · n | R4 | HqA | R19 |

| i | mn · n | R4 | HqA | R19 |